# یحشوش
یحشوش (به عربی: یحشوش) یک منطقهٔ مسکونی در لبنان است که در استان جبل لبنان واقع شده‌است.